# Festival international du film de Thessalonique 2018
Le festival international du film de Thessalonique 2018, 59e édition du festival (grec moderne : 59° Φεστιβάλ Κινηματογράφου Θεσσαλονίκης), s'est déroulé du 1er novembre au 11 novembre 2018.

## Déroulement et faits marquants
Le 11 novembre 2018, le palmarès est dévoilé : c'est le film britannique Ray & Liz de Richard Billingham qui remporte l'Alexandre d'or du meilleur film.

## Jury

### Jury international
- Sandra den Hamer, directrice du EYE Film Instituut Nederland
- Radu Jude, réalisateur
- Fatemeh Motamed-Arya, actrice
- Syrago Tsiara, curatrice
- Alfonso de Vilallonga, compositeur

## Sélection

### Compétition internationale
- Comme si de rien n'était (Alles ist Gut) de Eva Trobisch  Allemagne
- Chained for Life de Aaron Schimberg  États-Unis
- Her Job (Η δουλειά της) de Nikos Labôt  Grèce
- Holiday de Isabella Eklöf  Allemagne
- Manta Ray de Phuttiphong Aroonpheng  Thaïlande
- Meili de Zhou Zhou  Taïwan
- Pearl de Elsa Amiel  France
- Ray & Liz de Richard Billingham  Royaume-Uni
- Smuggling Hendrix (Φυγαδεύοντας τον Χέντριξ) de Marios Piperides  Chypre
- Socrates de Alex Moratto  Brésil
- Sofia de Meryem Benm'Barek  France
- The Guilty (Den skyldige) de Gustav Möller  Suède
- The Harvesters (Die Stropers) de Etienne Kallos  Afrique du Sud
- The Waiter de Steve Krikris  Grèce
- We the Animals de Jeremiah Zagar  États-Unis

### Hors compétition
- A Land Imagined de Yeo Siew-hua  Singapour
- Sauvage de Camille Vidal-Naquet  France
- Her Job (Η δουλειά της) de Dominga Sotomayor  Chili  Brésil  Argentine
- Touch Me Not de Adina Pintilie  Roumanie

## Palmarès

### Compétition
- Prix Theo Angelopoulos (Alexandre d'or) : Ray & Liz de Richard Billingham
- Alexandre d'argent : Comme si de rien n'était (Alles ist Gut) de Eva Trobisch
- Alexandre de bronze : Manta Ray de Phuttiphong Aroonpheng
- Prix d'interprétation féminine (ex æquo) : Aenne Schwarz pour son rôle dans Comme si de rien n'était et Maricha Triantafyllidou pour son rôle dans Her Job
- Prix d'interprétation masculine : Jakob Cedergren pour son rôle dans The Guilty
- Prix de la meilleure photographie  : Nawarophaat Rungphiboonsophit pour Manta Ray
- Mention spéciale (ex æquo) : Smuggling Hendrix de Marios Piperides et Socrates de Alex Moratto